# Aimé Ronconi
Pour les articles homonymes, voir Ronconi.
Aimé Ronconi, né vers 1226 à Saludecio et mort le 8 mai 1292 à Rimini, est un italien membre du Tiers-Ordre franciscain, reconnu comme saint par l'Église catholique.

## Biographie
Aimé Ronconi est né vers 1226 de l'union de Felice et Santa Marchini, riches agriculteurs. Il a un grand frère (Jérôme) et une petite sœur (Chiara).  À la mort de ses deux parents il est élevé par son grand frère
Arrivé à l'âge adulte, son frère et son épouse souhaitent le voir se marier à la sœur de celle-ci. Mais Aimé refuse, préférant se consacrer à Dieu. Devant l'incompréhension et la colère de son frère et de sa femme, il les quitte pour s'installer dans une autre propriété familiale. Il y est suivi par sa sœur Chiara. Il y construit un hôpital pour l'assistance aux pèlerins pauvres, dédié à la Nativité de la Vierge Marie.
Aimé fait ensuite don de tous ses biens et se retira pour un temps dans un petit ermitage franciscain au Mont Formosino, entre Montegridolfo et Mondaino. Appartenant dès lors au Tiers-Ordre franciscain, il mena une vie de pénitent, et dans un dénuement total, au service des pauvres et des pèlerins. Il se flagellait chaque jour et se nourrissait que de maigres légumes.
Il faisait de nombreux pèlerinages, notamment à Rimini pour y vénérer les reliques de saint Gaudence (it), et se rendit 5 fois à Saint Jacques de Compostelle. Selon son biographe Domenico Franzoni, ces pèlerinages étaient pour lui l'occasion de prêcher et de réaliser de nombreux miracles.
Au cours de son cinquième pèlerinage à Saint Jacques de Compostelle en 1292, un ange lui serait apparu pour lui annoncer sa mort imminente et lui ordonner de rentrer au monastère. De retour en Italie, il s'arrêta alors à l'abbaye bénédictine Saint-Jean de Rimini pour y demander à Don Salvo de faire tout son possible pour garder ouvert l'hôpital de Monte Orciale. Il meurt le 8 mai 1292.

## Culte

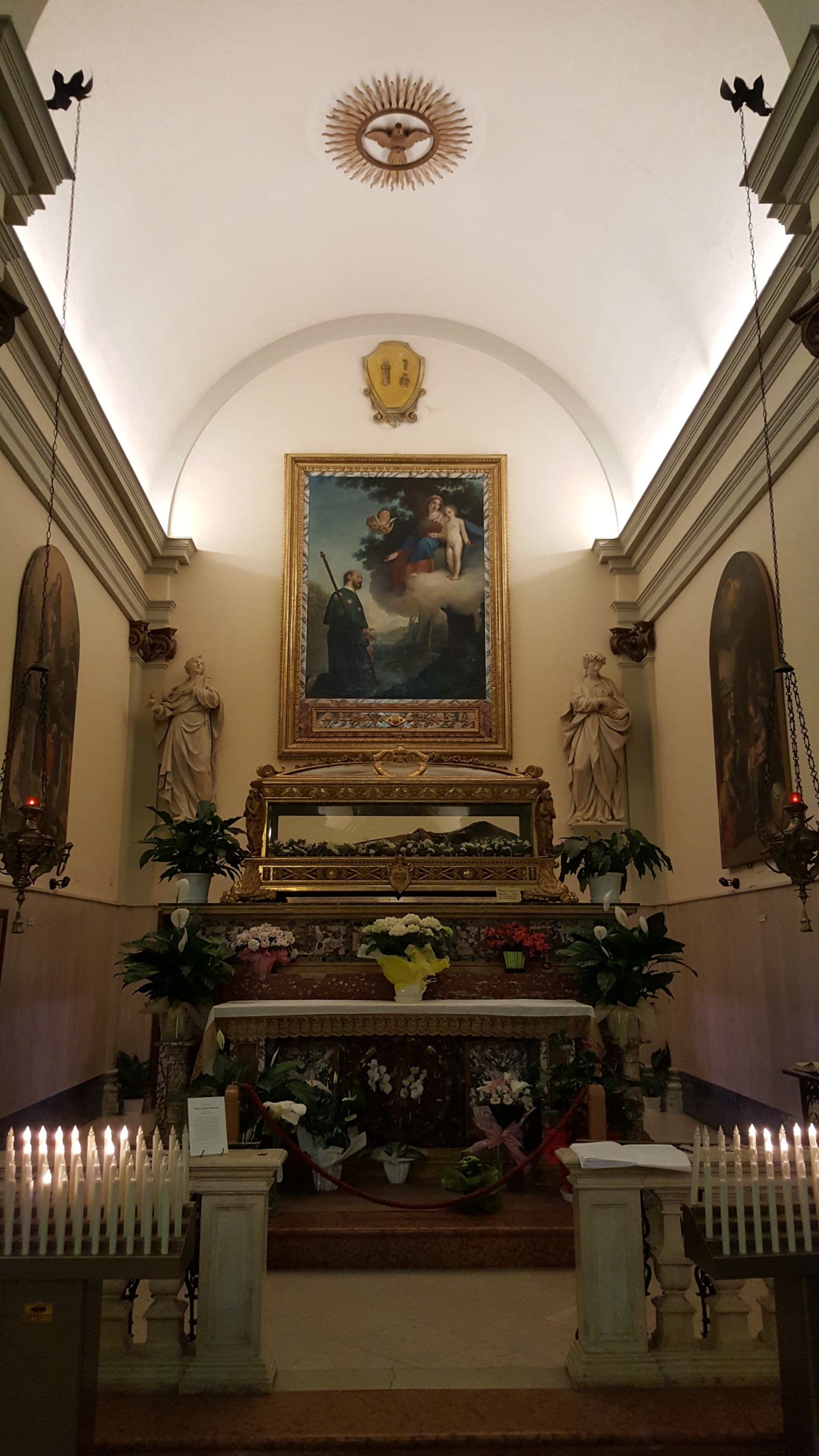
Châsse de saint Aimé dans l'église San Bagio de Saludecio.

Son corps fut pendant longtemps exposé à la vénération des fidèles. Selon les témoins, il ne se décomposait pas et dégageait des odeurs agréables. Plusieurs pèlerins auraient également été guéris au contact de ses reliques.
Il est ensuite enterré, selon sa propre volonté, dans la chapelle de la Nativité de l'hôpital. Mais, en 1330, à la suite d'un incendie, son corps est déplacé à Saludecio. Lors de cette nouvelle inhumation, se serait produit le miracle de l'« orme béni de saint Aimé ».
Son procès en béatification fut ouvert en 1774. Le 17 mars 1776, il est béatifié par le pape Pie VI. Le 3 mai 1930, les restes de Ronconi, parfaitement conservés, sont placés dans une urne en verre dans l'église de San Biagio. Mais, lors d'un bombardement en août 1944, l'église est détruite par les bombardements allemands. Le mois suivant, la châsse est toutefois retrouvée intacte au milieu des décombres.
Le processus de canonisation est relancé en 1997. Il est finalement canonisé le 23 novembre 2014 par le pape François. Il est fêté le 8 mai de chaque année.